# Septuaginta

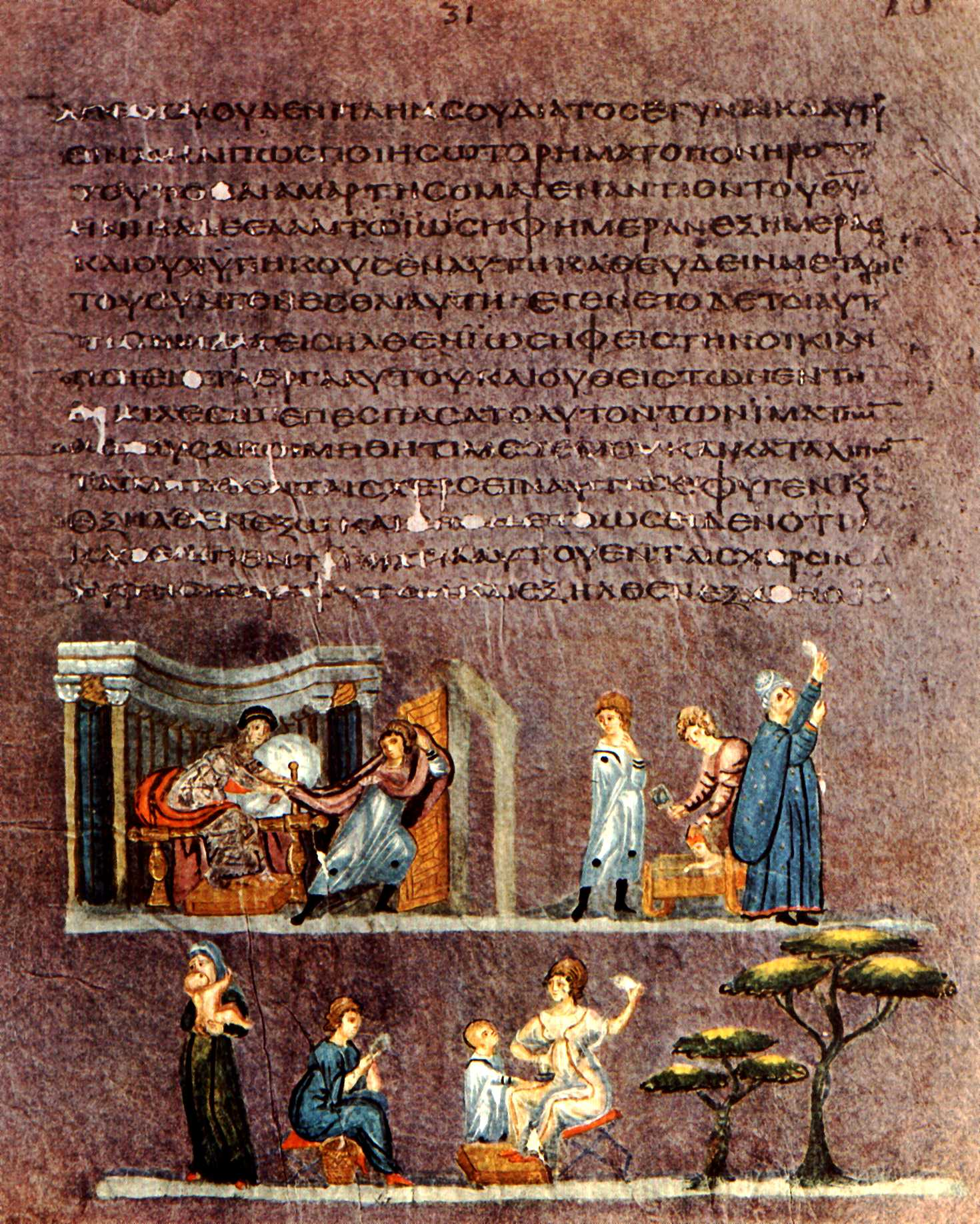
Wiener Genesis: Die Versuchung Josefs (1. Hälfte des 6. Jahrhunderts)

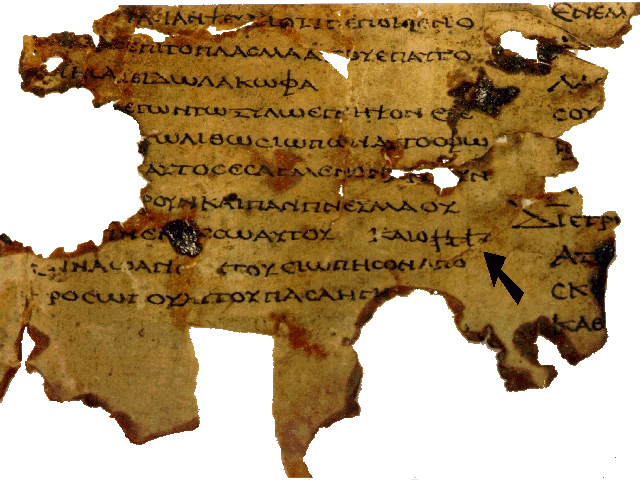
Zwölfprophetenrolle vom Nachal Chever (1. Jahrhundert n. Chr.)

Die Septuaginta (lateinisch für siebzig, altgriechisch ἡ μετάφρασις τῶν ἑβδομήκοντα hē metaphrasis tōn hebdomēkonta ‚Die Übersetzung der Siebzig‘, Abkürzung LXX), auch griechisches Altes Testament genannt, ist die älteste durchgehende Übersetzung der hebräisch-aramäischen Bibel in die altgriechische Alltagssprache, die Koine. Die Übersetzung entstand ab etwa 250 v. Chr. im hellenistischen Judentum, vorwiegend in Alexandria. Die meisten Bücher waren bis etwa 100 v. Chr. übersetzt, die restlichen Bücher folgten bis 100 n. Chr.

## Überblick und Bedeutung
Ursprünglich bezog sich die Bezeichnung Septuaginta lediglich auf die Übersetzung der Tora (der fünf Bücher Mose). Später wurde der Begriff auf alle Versionen des griechischen Alten Testaments ausgeweitet. In dieser späteren Form enthält die Septuaginta alle Bücher der Hebräischen Bibel wie auch einige zusätzliche apokryphe und deuterokanonische Bücher.
Die Septuaginta ist heute hauptsächlich als christliche Schriftüberlieferung erhalten. Von den frühen jüdischen Übersetzungen sind nur wenige Handschriftenfragmente überliefert.
Die Septuaginta ist eine der größten Leistungen des Frühjudentums. Sie war das zentrale Medium der Verbindung des Griechisch sprechenden Judentums mit den ursprünglichen Glaubenstraditionen, wie sie in den hebräischen heiligen Schriften überliefert waren. Neben dem Gebrauch in den Gemeinden wurde die Septuaginta die Grundlage für theologische und historische Werke (Philon von Alexandria, Flavius Josephus) und auch für zahlreiche neue Schriften (unter anderem die sogenannten Apokryphen), die im griechischsprachigen Judentum entstanden. Durch die ca. 400 Zitate aus der Septuaginta gehört auch das Neue Testament in die Wirkungsgeschichte der Septuaginta. Die Septuaginta spiegelt an vielen Stellen die frühjüdische Schriftauslegung und beeinflusste ihrerseits auch wieder rabbinische Traditionen.
Im 1. Jahrhundert v. Chr. setzte eine Revision ein, bei der die Wortwahl vereinheitlicht und der griechische Text in formaler Hinsicht (zum Beispiel Wortfolge) an den hebräischen Bibeltext (in der zu dieser Zeit geltenden Fassung) angepasst wurde (die sogenannte kaige-Rezension). Diese formale Anpassung (die in den verschiedenen biblischen Büchern unterschiedlich intensiv durchgeführt wurde) führte zum Teil zu einem etwas merkwürdigen Griechisch. Noch weiter in diese Richtung ging die Bearbeitung bzw. neue Übersetzung durch Aquila in der ersten Hälfte des 2. Jahrhunderts n. Chr., die trotz bzw. wegen ihrer sprachlichen Befremdlichkeiten geschätzt wurde, weil sie dem Hebräischen (formal) besonders nahestand. Beide Versionen des griechischen Textes waren im Griechisch sprechenden Judentum bis ans Ende der Antike in Gebrauch. Erst am Ende der Antike wurde unter palästinisch- bzw. babylonisch-rabbinischem Einfluss das Griechische durch das Hebräische als gottesdienstliche Sprache verdrängt. Das manchmal zitierte Diktum, dass der Tag der Übersetzung der Thora ins Griechische ein Unglückstag für das Judentum gewesen sei, stammt erst aus dem 8. Jahrhundert, und zwar aus dem babylonischen Judentum (nachtalmudischer Traktat Soferim 1,7).
Im Mittelalter und in der Neuzeit wurde die Septuaginta (wie auch die anderen griechischen Übersetzungen) weithin ignoriert, nicht nur weil sie im christlichen Bereich verwendet wurde, sondern auch weil man sich für die jüdische Identität ganz auf das Hebräische konzentrierte. Die gegenwärtigen Stellungnahmen sind unterschiedlich. Einerseits werden manchmal veraltete, ablehnende Stellungnahmen nachgedruckt, andererseits gibt es viele jüdische Septuagintaforscher, und das Geleitwort zur neuen deutschen Übersetzung der Septuaginta unterzeichnete 2007 Landesrabbiner Henry G. Brandt für die Allgemeine Rabbinerkonferenz Deutschlands (neben Repräsentanten der EKD, der Deutschen Bischofskonferenz und der Orthodoxen Kirche in Deutschland).

## Name
Die Bibelübersetzung wird seit dem legendarischen Aristeasbrief (um 130 v. Chr.) traditionell mit dem lateinischen Zahlwort septuaginta für „siebzig“ benannt. Der Name folgt damit der griechischen Eigenbezeichnung Κατὰ τοὺς ἑβδομήκοντα Kata tous Hebdomêkonta („gemäß den Siebzig“). Das Werk wird oft mit der römischen Zahl LXX oder dem Buchstaben {\displaystyle {\boldsymbol {\mathfrak {G}}}} abgekürzt.
Der Legende nach übersetzten 72 jüdische Gelehrte in Alexandria die Tora (fünf Bücher Mose) in 72 Tagen aus dem Hebräischen ins Griechische. Dabei soll jeder Übersetzer für sich selbst gearbeitet haben, am Ende aber seien alle 72 Übersetzungen absolut identisch gewesen: Der Heilige Geist habe allen dieselben Worte eingegeben. Die Zahl 72 wurde auf 70 abgerundet und erinnert an die siebzig Auserwählten, die mit Gottes Geist begabt wurden, um Mose bei der Rechtsprechung zu helfen (Num 11,24ff ). Damit wurde auch die Verbalinspiration dieser Übersetzung betont.
Der Name wurde bis etwa 200 n. Chr. auf alle griechischen Erstübersetzungen biblischer Bücher und griechisch abgefasste heilige Schriften des Judentums ausgedehnt. Die Christen bezogen ihn auf diese Sammlung aller griechischsprachigen jüdischen heiligen Schriften, die sie als ihr Altes Testament übernahmen.

## Kanon

### Buchtitel und Anordnung
| Nr. | griechisch                                                                          | latinisiert, deutsch                                                               |
| --- | ----------------------------------------------------------------------------------- | ---------------------------------------------------------------------------------- |
| 1   | ΓΕΝΕΣΙΣ GENESIS                                                                     | Genesis                                                                            |
| 2   | ΕΞΟΔΟΣ EXODOS                                                                       | Exodus                                                                             |
| 3   | ΛΕΥΙΤΙΚΟΝ LEUITIKON                                                                 | Levitikus                                                                          |
| 4   | ΑΡΙΘΜΟΙ ARITHMOI                                                                    | Numeri                                                                             |
| 5   | ΔΕΥΤΕΡΟΝΟΜΙΟΝ DEUTERONOMION                                                         | Deuteronomium                                                                      |
| 6   | ΙΗΣΟΥΣ IĒSOUS                                                                       | Iosue (Buch Josua)                                                                 |
| 7   | ΚΡΙΤΑΙ KRITAI                                                                       | Iudices (Buch der Richter)                                                         |
| 8   | ΡΟΥΘ ROUTH                                                                          | Ruth (Buch Rut)                                                                    |
| 9   | ΒΑΣΙΛΕΙΩΝ Α BASILEIŌN 1                                                             | 1. [Buch] der Könige Samuelis I (1. Buch Samuel)                                   |
| 10  | ΒΑΣΙΛΕΙΩΝ Β BASILEIŌN 2                                                             | 2. [Buch] der Könige Samuelis II (2. Buch Samuel)                                  |
| 11  | ΒΑΣΙΛΕΙΩΝ Γ BASILEIŌN 3                                                             | 3. [Buch] der Könige Regum I (1. Buch der Könige)                                  |
| 12  | ΒΑΣΙΛΕΙΩΝ Δ BASILEIŌN 4                                                             | 4. [Buch] der Könige Regum II (2. Buch der Könige)                                 |
| 13  | ΠΑΡΑΛΕΙΠΟΜΕΝΩΝ Α PARALEIPOMENŌN 1                                                   | 1. [Buch] der ausgelassenen [Dinge] Paralipomenon I (1. Buch der Chronik)          |
| 14  | ΠΑΡΑΛΕΙΠΟΜΕΝΩΝ Β PARALEIPOMENŌN 2                                                   | 2. [Buch] der ausgelassenen [Dinge] Paralipomenon II (2. Buch der Chronik)         |
| 15  | ΕΣΔΡΑΣ Α ESDRAS 1                                                                   | III Ezrae (3. Buch Esra, in keinem Kanon)                                          |
| 16  | ΕΣΔΡΑΣ Β ESDRAS 2                                                                   | Esra-Nehemia-Buch: I Esrae (Esra) und II Esrae (Nehemia)                           |
| 17  | ΕΣΘΗΡ ESTHĒR                                                                        | Esther (Buch Ester)                                                                |
| 18  | ΙΟΥΔΙΘ IOUDITH                                                                      | Iudith (Buch Judit, deuterokanonisch)                                              |
| 19  | ΤΩΒΙΤ TŌBIT                                                                         | Tobias (Buch Tobit, deuterokanonisch)                                              |
| 20  | ΜΑΚΚΑΒΑΙΩΝ Α MAKKABAIŌN 1                                                           | Machabaeorum I (1. Buch der Makkabäer, deuterokanonisch)                           |
| 21  | ΜΑΚΚΑΒΑΙΩΝ Β MAKKABAIŌN 2                                                           | Machabaeorum II (2. Buch der Makkabäer, deuterokanonisch)                          |
| 22  | ΜΑΚΚΑΒΑΙΩΝ Γ MAKKABAIŌN 3                                                           | Machabaeorum III (3. Buch der Makkabäer, in keinem Kanon)                          |
| 23  | ΜΑΚΚΑΒΑΙΩΝ Δ MAKKABAIŌN 4                                                           | Machabaeorum IV (4. Buch der Makkabäer, in keinem Kanon)                           |
| 24  | ΨΑΛΜΟΙ PSALMOI, später mit ΩΔΑΙ ŌDAI (inklusive ΠΡΟΣΕΥΧΗ ΜΑΝΑΣΣΗ PROSEUCHĒ MANASSĒ) | Psalmorum (Buch der Psalmen) Oden (inklusive Gebet des Manasse, kein Buch der LXX) |
| 25  | ΠΑΡΟΙΜΙΑΙ PAROIMIAI                                                                 | Proverbia (Buch der Sprichwörter)                                                  |
| 26  | ΕΚΚΛΗΣΙΑΣΤΗΣ EKKLĒSIASTĒS                                                           | Ecclesiastes (Kohelet) (Ekklesiastes, Prediger)                                    |
| 27  | ΑΣΜΑ ASMA                                                                           | Canticum canticorum (Hoheslied)                                                    |
| 28  | ΙΩΒ IŌB                                                                             | Iob (Ijob, Hiob)                                                                   |
| 29  | ΣΟΦΙΑ ΣΟΛΟΜΩΝΤΟΣ SOPHIA SOLOMŌNTOS                                                  | Sapientia (Buch der Weisheit, Weisheit Salomos)                                    |
| 30  | ΣΟΦΙΑ ΣΕΙΡΑΧ SOPHIA SEIRACH                                                         | Ecclesiasticus (Jesus Sirach)                                                      |
| 31  | ΨΑΛΜΟΙ ΣΟΛΟΜΩΝΤΟΣ PSALMOI SOLOMŌNTOS                                                | Psalmen Salomos (keine LXX- Handschrift, in keinem Kanon)                          |
| 32  | ΩΣΗΕ ŌSĒE                                                                           | Osee (Hosea)                                                                       |
| 33  | ΑΜΩΣ AMŌS                                                                           | Amos                                                                               |
| 34  | ΜΙΧΑΙΑΣ MICHAIAS                                                                    | Michaea (Micha)                                                                    |
| 35  | ΙΩΗΛ IŌĒL                                                                           | Ioel (Joel)                                                                        |
| 36  | ΟΒΔΙΟΥ OBDIOU                                                                       | Abdias (Obadja)                                                                    |
| 37  | ΙΩΝΑΣ IŌNAS                                                                         | Ionas (Jona)                                                                       |
| 38  | ΝΑΟΥΜ NAOUM                                                                         | Nahum                                                                              |
| 39  | ΑΜΒΑΚΟΥΜ AMBAKOUM                                                                   | Abacuc Habakuk                                                                     |
| 40  | ΣΟΦΟΝΙΑΣ SOPHONIAS                                                                  | Sofonias (Zefanja)                                                                 |
| 41  | ΑΓΓΑΙΟΣ ANGAIOS                                                                     | Aggaeus (Haggai)                                                                   |
| 42  | ΖΑΧΑΡΙΑΣ ZACHARIAS                                                                  | Zacharia, oder Sacharia (Sacharja)                                                 |
| 43  | ΜΑΛΑΧΙΑΣ MALACHIAS                                                                  | Malachias (Maleachi)                                                               |
| 44  | ΗΣΑΙΑΣ ĒSAIAS                                                                       | Isaias (Jesaja)                                                                    |
| 45  | ΙΕΡΕΜΙΑΣ IEREMIAS                                                                   | Jeremias (Jeremia)                                                                 |
| 46  | ΒΑΡΟΥΧ BAROUCH                                                                      | Baruch                                                                             |
| 47  | ΘΡΗΝΟΙ THRĒNOI                                                                      | Klagelieder Jeremias                                                               |
| 48  | ΕΠΙΣΤΟΛΗ ΙΕΡΕΜΙΟΥ EPISTOLĒ IEREMIOU                                                 | Brief des Jeremia                                                                  |
| 49  | ΙΕΖΕΚΙΗΛ IEZEKIĒL                                                                   | Ezechiel (Hesekiel)                                                                |
| 50  | ΔΑΝΙΗΛ DANIĒL, vorangestellt: ΣΩΣΑΝΝΑ SŌSANNA                                       | Daniel (mit Zusätzen) Susanna im Bade                                              |

### Verhältnis zu anderen Kanones
Die Septuaginta enthält alle Bücher des Tanach, die Juden und Christen als kanonisch anerkennen. Sie enthält zudem einige Bücher und Zusätze, die im Judentum nicht zum Kanon gehören, weil sie entweder verlorene oder gar keine hebräischen Vorlagen hatten. Sie entstand, bevor sich der dreiteilige Kanon des Tanach durchgesetzt hatte. Nichtprophetische Schriften wurden daher nicht hinten angefügt, sondern in den bestehenden Grundriss aus Tora (vorn) und Propheten (hinten) eingefügt.
Dabei wurden sie nicht nach einem abgestuften Offenbarungsrang, sondern nach ihren literarischen Gattungen zusammengestellt, so dass die der Tora folgenden Geschichts- und Prophetenbücher, die im Tanach als Nevi’im gelten, auseinandertraten. Zwischen sie rückten poetische und weisheitliche Bücher, die im Tanach den dritten Hauptteil der Ketubim bilden. Zudem gehen in der LXX die „kleinen“ den „großen“ Propheten voraus und werden nicht wie im Tanach als ein gemeinsames Zwölfprophetenbuch, sondern als einzelne Bücher gezählt. Somit bilden die großen Prophetenbücher in der LXX das Kanonende und konnten demgemäß noch stärker als offene Zukunftsansage verstanden werden.
Altkirchliche Kanonlisten waren uneinheitlich, besonders bezüglich der Verteilung der im Tanach als Ketubim geltenden Schriften. Schließlich übernahmen alle Kirchen die Vierteilung des LXX-Kanons in Pentateuch, Geschichtsbücher, Weisheits- und Prophetenbücher, die Abfolge dieser Teile sowie weitgehend die Binnenreihe jedes Hauptteils, stellten aber die „großen“ vor die „kleinen“ Propheten und näherten sie so dem tatsächlichen historischen Verlauf an.
Die römisch-katholische Kirche erkennt die LXX-Zusätze zu Ester und Daniel, die Bücher Tobit, Judit, die ersten beiden Makkabäerbücher, Jesus Sirach, das Buch der Weisheit, Baruch und den Brief des Jeremia als deuterokanonische Schriften an, das 3. und 4. Makkabäerbuch sowie das 3. Buch Esdras hingegen nicht. Das 2. Buch Esdras unterteilt sie in die Bücher Esra und Nehemia.
Die meisten orthodoxen Kirchen haben die deuterokanonisch genannten Bücher als Anaginoskomena in ihren Kanon aufgenommen, zusätzlich auch das 1. Buch Esdras und das 3. Makkabäerbuch. In einigen orthodoxen Kirchen werden auch die Oden mit dem Gebet Manasses, das 4. Makkabäerbuch bzw. ein 4. Buch Esra (das nur in lateinischer und slawischer Übersetzung überliefert ist, während die griechische Version verlorenging) als kanonisch anerkannt.
Der Protestantismus hat im Alten Testament die Bücher mit hebräischem Text (Tanach) vorangestellt und die übrigen („deuterokanonischen“) Schriften sowie das Gebet Manasses als die Apokryphen zwischen das Alte und das Neue Testament gestellt. Sowohl die Lutherbibel als auch die (reformierte) Zürcher Bibel hatten diese Anordnung. In den reformierten Kirchen wurden die Apokryphen in der Folgezeit zurückgedrängt und dann ganz weggelassen. Erst in Folge des sog. Apokryphenstreites um 1830 wurden auch in vielen, aber keineswegs in allen Ausgaben der Lutherbibel die Apokryphen weggelassen. In neuerer Zeit sind in evangelischen Bibelausgaben weithin die Apokryphen enthalten.

## Geschichte im Judentum

### Übersetzung der Tora
Der Aristeasbrief stellt die Septuaginta legendarisch, aber historisch zutreffend als Ergebnis kollektiver Arbeit einer hellenistischen Bildungselite unter den jüdischen Toralehrern dar. Sie wurde notwendig, da die jüdische Diaspora rasch wuchs und in Gottesdienst und Alltag die damalige Weltsprache verwendete. Sie diente auch dazu, gebildeten Nichtjuden das Judentum zu erklären und die Tora in damalige philosophische und ethische Diskurse einzubringen. Eine Zustimmung des damaligen ägyptischen Herrschers zu dem Projekt ist denkbar, um die starke jüdische Minderheit in sein Reich zu integrieren und an die Kulturmetropole Alexandrien zu binden.
Die Übersetzer der Tora gingen Wort für Wort vor, so dass das Ergebnis zugleich den Wortschatz für weitere Übersetzungen biblischer Bücher bereitstellte. In ihrer Wortwahl – sei es abgrenzend, sei es aufnehmend – zeigen sich hellenistisch-ägyptische Einflüsse und Konzepte. So lautet Gen 1,1 : Im Anfang machte der Gott den Himmel und die Erde. Der bestimmte Artikel (ho theos) grenzte Elohim (wörtlich: „Götter“), im hebräischen Kontext als henotheistisches Prädikat JHWHs erkennbar, sofort vom allgemeinen orientalischen Polytheismus ab.

### Übersetzung weiterer biblischer Bücher
Auch ein Großteil der weiteren Schriften wurde in Alexandria übersetzt. Die Übersetzungsdaten lassen sich nur aus einigen griechischen Zitaten des LXX-Textes in anderen Quellen oder zeitgeschichtlichen Bezügen darin eingrenzen: Jesaja und die Chronikbücher waren demnach bis etwa 150 v. Chr., das Buch Job bis 100 v. Chr. fertiggestellt. Das um 132 v. Chr. verfasste griechische Vorwort zu Jesus Sirach setzte bereits eine griechische Übersetzung „des Gesetzes, der Propheten und der übrigen Bücher“ voraus, so dass damals vermutlich nur noch einige der bis 100 n. Chr. umstrittenen Ketubim (Schriften) fehlten. Nur die Bücher Rut, Ester, Hoheslied und Klagelieder wurden in Jerusalem übersetzt, wahrscheinlich im 1. Jahrhundert nach der Tempelzerstörung (70). Als letztes Buch wurde um 100 n. Chr. der „2. Esdras“ (Esra und Nehemia) übersetzt.

### Sprache
Während der LXX-Sprachstil innerhalb eines Buchs meist annähernd gleich bleibt, ist er von Buch zu Buch verschieden: Daher nahm Paul de Lagarde als Regel für jedes Buch einen einzigen Übersetzer an. Paul Kahle nahm dagegen mehrere Übersetzungsversuche für jedes Buch an, von denen sich eine Version schließlich durchgesetzt habe.
Dabei unterschieden sich die Methoden der Übersetzer. Einige blieben nah am Ausgangstext und benutzten viele Hebraismen: so im Richterbuch, den Samuel- und Königsbüchern, den Psalmen. Diese ahmten den Wortgebrauch und die Syntax der hebräischen Textvorlagen nach.
Andere übersetzten freier und dem griechischen Sprachstil und Sprachfluss angepasster: zum Beispiel bei Genesis, Exodus, Ijob, den Sprichwörtern, Jesaja und Daniel. Deren LXX-Fassung weicht zum Teil stark vom bekannten hebräischen Text ab.
Zahlreiche Aramaismen weisen auf den Sprachgebrauch der Übersetzer aus der zeitgenössischen aramäischen Sprache.
Bereits seit dem 19. Jahrhundert wird die Sprache der Septuaginta jedoch nicht als ein gesondertes „Bibelgriechisch“, sondern als Koine-Griechisch mit – je nach Übersetzer mehr oder weniger – semitisierenden Anklängen verstanden.

### Revisionen und Bruch mit dem hebräischen Text
Auch nach ihrem vorläufigen Abschluss entwickelte sich der Text der LXX noch weiter. Über 100 n. Chr. hinaus blieb sie die Gebrauchsbibel der hellenistischen Diasporajuden, auch im Synagogengottesdienst. Danach verlor sie aus mehreren Gründen allmählich an Einfluss: erstens, weil das seit der Tempelzerstörung (70 n. Chr.) rabbinisch geführte Judentum begann, einen einheitlichen hebräischen Konsonantentext (proto-masoretischer Text, abgekürzt Proto-MT) durchzusetzen. Zweitens, weil die standardisierende, exegetische Methode von Rabbi Akiba dominierend wurde, der die hebräischen Schriften akribisch studiert hatte und ein energischer Gegner des Christentums war. Und drittens, weil die Christen sich die LXX als „ihr“ Altes Testament aneigneten (die meisten alttestamentlichen Zitate im Neuen Testament entsprechen der LXX-Version) und den griechischen Text oft allegorisch umdeuteten, um ihn gegen jüdische Auslegungen ins Feld führen zu können, was dessen Ablehnung von jüdischer Seite verstärkte.
Dies führte im Judentum jedoch nicht zum sofortigen Ausschluss der LXX, sondern zunächst zu verstärkten Versuchen, die Differenzen zwischen griechischen und hebräischen Textversionen einzuebnen. Diese Angleichung begann schon etwa 100 v. Chr. mit der kaige-Rezension damaliger LXX-Fassungen. Das zeigt die griechische Zwölfprophetenrolle, die in einer Höhle im Nachal Chever am Toten Meer gefunden wurde. Auch für das Richterbuch und für Teile der Samuel- und Königsbücher sind solche rezensierten Fassungen erhalten.
Im 2. Jahrhundert übersetzten Aquila, Symmachos und Theodotion den nun schon vereinheitlichten Tanach erneut ins Griechische. Dabei folgte Theodotion am meisten der LXX-Vorlage. Diese Rezensionen sind nur bruchstückhaft überliefert und als Ganzes allenfalls indirekt aus alten Handschriften der Hexapla, die sie dem hebräischen Text gegenüberstellten, zu erschließen. Sie gingen weitgehend verloren, weil die Juden immer stärker auf den MT hinarbeiteten und andere Versionen ablehnten oder vernichteten, während die Christen die andersartige Revision der LXX von Origenes immer stärker als alleinige Überlieferung weitergaben.

## Geschichte im Christentum

### Aufnahme im Neuen Testament
Die Autoren des Neuen Testaments nehmen nur in einigen Büchern (Evangelium nach Lukas, Apostelgeschichte des Lukas) den hebraistischen Stil der Septuaginta auf. Ansonsten hat das Griechisch im Neuen Testament für jeden der Schriftsteller einen typischen, eigenen Charakter, da es sich um griechische Originaltexte und nicht um Übersetzungen handelt. Die oft vorgenommene Zusammenfassung des Septuaginta-Griechisch und des Griechisch des Neuen Testaments unter dem Stichwort Bibelgriechisch ist daher nicht sachgemäß.
Viele der Zitate des Alten Testaments, die sich im Neuen Testament finden, sind der Septuaginta entnommen, wobei Abweichungen im Detail oft darauf hinweisen, dass die Schriftsteller aus dem Gedächtnis zitierten.

### Alte Kirche
Da ein Großteil des Urchristentums aus dem griechischsprachigen Judentum hervorging (die sogenannten Hellenisten; vgl. Apostelgeschichte 6), verwundert es nicht, dass das Alte Testament von den Verfassern des Neuen Testamentes meist nach der Septuaginta zitiert wurde. Auch die meisten Kirchenväter zitierten das Alte Testament nach der Septuaginta, denn nur wenige Kirchenväter waren des Hebräischen überhaupt mächtig. Zudem wurde so die christlicherseits postulierte Einheit des Alten Testaments mit dem auf Griechisch abgefassten Neuen Testament stärker deutlich.
Auch Streitgespräche mit dem Judentum oder Polemiken gegen das Judentum nahmen in der Regel den Text der Septuaginta als Basis für ihre Auseinandersetzung. Dies trug mit dazu bei, dass sich die Juden von der Septuaginta ab- und dem hebräischen Text zuwandten, führte aber auch dazu, dass Origenes seine große philologische Arbeit (die Hexapla) erstellte, um die Streitfragen über den Text wissenschaftlich zu klären.

### Revisionen
Im Christentum gab es zumindest eine Revision des Septuaginta-Textes, und zwar durch Origenes. Er stellte in sechs Spalten (daher die Bezeichnung Hexapla) den hebräischen Text (in hebräischer Schrift und in griechischer Umschrift) sowie die Septuaginta und die drei jüngeren jüdischen Übersetzungen von Aquila, Symmachus und Theodotion nebeneinander. Im Septuagintatext setzte er in „Klammern“ (d. h. mit den damals üblichen textkritischen Zeichen Obelos und Metobelos) Überschüsse der Septuaginta gegenüber dem hebräischen Text, und er ergänzte, ebenfalls in „Klammern“ (d. h. mit den damals üblichen textkritischen Zeichen Asteriscus und Metobelos), aus den anderen griechischen Übersetzungen, was in der Septuaginta gegenüber dem hebräischen Text fehlte. Diesen so an den damals anerkannten hebräischen Text angepassten Septuagintatext bezeichnet man als den hexaplarischen Text, der seinerseits die Überlieferung der Septuaginta beeinflusste.
Traditionell spricht man von zwei weiteren christlichen Revisionen, nämlich der lukianischen für Syrien/Antiochien und der hesychianischen für Ägypten. Diese Revisionen müssten um ca. 300 n. Chr. entstanden sein. Die Suche nach der hesychianischen Rezension ist heute von den meisten Forschern aufgegeben (man spricht neutral vom ägyptischen Text), während viele Forscher bei der Annahme einer lukianischen Revision (das heißt vor allem eine stilistische Bearbeitung zu besserem Griechisch) bleiben. Für diese Ansicht beruft man sich in der Regel auf eine Äußerung des Hieronymus (um 400 n. Chr.) in seiner Vorrede zu den Büchern der Chronik, wo er von drei Textformen spricht, der des Origines in Palästina, der des Lukian in Syrien und der des Hesych in Ägypten. Dagegen schrieb Hieronymus in seinem Brief an Sunnia und Fretela nur von zwei Textformen, der hexaplarischen des Origenes und der alten, allgemein verbreiteten Septuaginta, die jetzt von vielen als lukianisch bezeichnet wird. Wahrscheinlich handelt es sich somit nur um nachträgliche Verbindung älterer Textformen mit anerkannten kirchlichen Autoritäten, mit der die betreffenden Textformen vor Veränderungen geschützt werden sollen (das Vorkommen des Siglums „L“ in manchen Handschriften für „lukianisch“ ist auch damit ausreichend erklärt).

### Kirchlicher Gebrauch
Die Septuaginta ist in den Ostkirchen auch heute noch die wichtigste Version des Alten Testaments. In Griechenland und Zypern wird sie bis heute im Gottesdienst gebraucht. Die meisten anderen Ostkirchen benutzen ein Altes Testament, das aus der Septuaginta in die jeweilige Nationalsprache übersetzt ist.
Die römisch-katholische Kirche benutzte dagegen über mehr als ein Jahrtausend sowohl die Septuaginta als auch die Vulgata, eine Übersetzung der Bibel durch Hieronymus ins Lateinische. Der Kirchenvater Hieronymus veränderte allerdings seinen ursprünglichen Auftrag, die Vulgata ausschließlich auf Grundlage der Septuaginta zu übersetzen, indem er auch den hebräischen Text als Übersetzungsgrundlage heranzog. Dennoch übernahm er viele Lesarten der Septuaginta, was die zahlreichen Übereinstimmungen zwischen Vulgata und Septuaginta gegenüber dem masoretischen Text erklärt. Ebenfalls übernahm er weitgehend den Kanon der Septuaginta. Dieser Entscheidung folgen katholische Bibeln bis heute (siehe auch Deuterokanonisch).
Martin Luther verwendete für seine deutsche Bibelübersetzung das hebräische Alte Testament und legte dessen (kürzeren) Kanon zugrunde. Septuaginta und Vulgata benutzte er als Hilfsmittel für seine Übersetzung. Einige der zusätzlichen Bücher der Septuaginta und Vulgata gab er seiner Übersetzung als Anhang bei (die sogenannten Apokryphen).
Nach dem Konzil von Trient wurde unter Papst Sixtus V. eine Neuausgabe der Septuaginta erstellt und 1587 promulgiert; diese Römische Septuaginta (auch editio Sixtina genannt) war für die römisch-katholische Kirche verbindlich.

## Handschriften

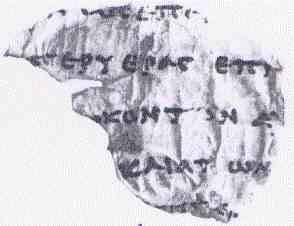
Fragment 4Q122, 2. Jahrhundert v. Chr.

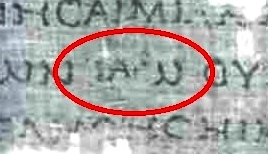
Fragment 4Q120 mit Gottesnamen ΙΑΩ

Von der LXX bzw. Teilen davon sind etwa 2000 verschiedene Handschriften oder Handschriftenreste erhalten. Die ältesten Fragmente stammen aus dem 2. Jahrhundert v. Chr. und enthalten Texte der ersten fünf Bücher Mose (Tora) auf Papyrus- oder Lederrollen. Sie bestätigen die Angabe des Aristeasbriefs, dass die LXX um 250 v. Chr. mit der Toraübersetzung begann. Es sind 4Q122/4QLXXDtn, der Papyrus Rylands 458 und der Papyrus Fouad 266.
Das Fragment 4Q119/4QLXXLeva aus dem 1. Jahrhundert v. Chr. übersetzte den hebräischen Originaltext freier als spätere Handschriften und schuf so eine eigene LXX-Variante für das Buch Levitikus. Weitere Fragmente aus dem 1. Jahrhundert v. Chr. sind 4Q120, 4Q121, 7Q1 und 7Q2.
Die älteste LXX-Fassung des Danielbuchs enthält der um 200 n. Chr. von zwei Schreibern erstellte Papyrus 967. Er wurde zusammen mit LXX-Papyri für die meisten biblischen Bücher 1931 in Ägypten gefunden. Auch unter den Schriftrollen aus der Geniza von Kairo fanden sich LXX-Fassungen.
Als älteste und beste, da noch kaum von späteren Revisionen beeinflusste vollständige LXX-Handschrift gilt der Codex Vaticanus Graecus 1209 aus dem 4. Jahrhundert. Nur sein Jesajatext folgt der Hexapla. Der Codex Sinaiticus stimmt überwiegend mit ihm überein; die Abweichungen gehen auf Revisionen der LXX zurück. Der Codex Alexandrinus aus dem 5. Jahrhundert dagegen war bereits stark von der Hexapla beeinflusst. Diese drei von Christen geschriebenen Codices umfassen auch das Neue Testament.
Von etwa 500 n. Chr. an dominieren in Unzialen bzw. Majuskeln (Großbuchstaben) notierte, von etwa 1000 an in Minuskeln oder Kursiven notierte Handschriften.

## Textkritik

### Verhältnis zum masoretischen Text
Der masoretische Text (MT) setzte sich ab etwa 900 als autoritativer hebräischer Bibeltext durch und galt seit etwa 1520 auch in Teilen des Christentums als Urtext. Die LXX galt demgegenüber lange Zeit als zweitrangig. Erst neue Handschriftenfunde zwangen zur Differenzierung dieses Urteils und ermöglichten größeres Verständnis für Textentstehungs- und Überlieferungsprozesse.
Im Buch Jesaja fehlen nur wenige Verse des MT in der LXX. In den Büchern Josua, Richter, Samuel, dem 1. Königsbuch, Jeremia, Daniel, Ijob, Sprichwörter und Ester weicht die LXX dagegen nicht nur vereinzelt vom MT ab, sondern ordnet Textabschnitte anders an und enthält weniger Text, so dass sich kürzere Buchumfänge ergeben.
Im Buch Jeremia ist LXX um etwa ein Siebtel kürzer als MT, weil ihr vielfach Einzelverse oder Versgruppen – insgesamt bis zu 3100 Wörter – fehlen. Die Kapitelfolge ist eine andere, so dass die Fremdvölkersprüche in Jer 46–51 MT in LXX weiter nach vorn rücken und eine andere Reihe ergeben. Auch in den Samuelbüchern fehlen der LXX ganze Textabschnitte im Vergleich zum MT. Das gilt in geringerem Maß auch für das Buch Exodus. Diese Unterschiede wurden seit der Reformationszeit als willkürliche Verfälschung des MT durch die LXX-Übersetzer gedeutet.
Unter den Schriftrollen vom Toten Meer fanden sich jedoch Texte, die der LXX näher stehen als MT (zum Beispiel 4QJerb und d) und mit deren hypothetischer Rückübersetzung ins Hebräische aus älteren Handschriften weitgehend übereinstimmten. So bestätigten diese hebräischen Fragmente die LXX-Fassung. Textüberschüsse und Textänderungen des MT in den Samuel- und Königebüchern und im Jeremiabuch konnten als spätere Bearbeitungen erkannt werden. Das entkräftete das hermeneutische Vorurteil, dass in Zweifelsfällen MT gegenüber LXX als ursprünglicher vorzuziehen sei.
Die meisten Forscher gehen heute davon aus, dass für einige Bücher bis mindestens 100 n. Chr. mehrere hebräische Fassungen parallel und gleichberechtigt überliefert wurden. Daher können die frühen Revisionen der LXX unterschiedliche hebräische Textgrundlagen voraussetzen. Neben den Angleichungen an den hebräischen Text tragen aber auch innergriechische Textentwicklungen zur Variantenvielfalt der LXX bei.

### Ursprünglicher LXX-Text
Hauptproblem der Textkritik mit Hilfe der LXX ist: Bevor sie als mögliche Korrektur hebräischer Textfassungen verwendet werden kann, muss möglichst der ursprüngliche Wortlaut der LXX selbst erschlossen werden. Dies nahmen Alfred Rahlfs und Rudolf Smend mit dem Göttinger Septuaginta-Unternehmen (1908 gegründet, 2015 ausgelaufen) in Angriff. In dieser LXX-Ausgabe erschienen etwa zwei Drittel der Bibelbücher.
Neuere Bibelübersetzungen wie die deutsche katholische Einheitsübersetzung greifen teilweise auf Lesarten der LXX zurück, um einen entstellten oder unklaren hebräischen Text zu korrigieren bzw. zu interpretieren oder als ursprünglicheren hebräischen Text wiederzugeben (zum Beispiel in 1 Sam 1,9 ). Oft können einmalige und sonst nirgends belegte Vokabeln (Hapax legomena) nur mit Hilfe der LXX übersetzt werden, da das Altgriechische einen größeren Wortschatz und mehr Vergleichsmöglichkeiten bietet als das Althebräische.

## Einzelbelege
1. ↑  Jennifer M. Dines, The Septuagint, hrsg. von Michael A. Knibb, T&T Clark, London 2004
2. ↑  „die griechische Bibelübersetzung, die einem innerjüdischen Bedürfnis entsprang […] [von den] Rabbinen zuerst gerühmt […] Später jedoch, als manche ungenaue Übertragung des hebräischen Textes in der Septuaginta und Übersetzungsfehler die Grundlage für hellenistische Irrlehren abgaben, lehnte man die Septuaginta ab.“ Verband der Deutschen Juden (Hrsg.), Die Lehren des Judentums nach den Quellen (1920ff.), neu hrsg. von Walter Homolka, Walter Jacob, Tovia Ben Chorin, München 1999, Bd. 3, S. 43ff.
3. ↑  Wolfgang Kraus, Martin Karrer (Hrsg.), Septuaginta Deutsch, S. V–VI.
4. ↑  Helmut Engel, Michael Lattke: Oden. In: Michaela Bauks, Klaus Koenen, Stefan Alkier (Hrsg.): Das wissenschaftliche Bibellexikon im Internet (WiBiLex), Stuttgart, 2006 ff., abgerufen am 2. Oktober 2023.
5. ↑  Christoph Dohmen, Günter Stemberger: Hermeneutik der Jüdischen Bibel und des Alten Testaments. Stuttgart 1996, S. 152ff
6. ↑  H. Ehmer u. a., 200 Jahre Bibelgesellschaft in Württemberg (1812–2012). Stuttgart 2012, S. 14f.
7. ↑  Martin Hengel, Andreas Schweimer: Die Septuaginta, S. 236; Siegfried Kreuzer: Entstehung und Überlieferung, S. 39–49
8. ↑  Heinz-Josef Fabry: Der Text und seine Geschichte, in: Erich Zenger u. a.: Einleitung in das Alte Testament, 6. Auflage 2006, S. 56
9. ↑  Marguerite Harl, Gilles Dorival, Olivier Munnich (Hrsg.): La Bible grecque des Septante: Du Judaïsme hellénistique au Christianisme ancien, Cerf, Paris 1988, ISBN 2-204-02821-5, S. 106f
10. 1 2  Emanuel Tov: Der Text der Hebräischen Bibel. Handbuch der Textkritik. Stuttgart 1997, S. 114ff
11. ↑  Raimund Wirth: Die Septuaginta der Samuelbücher: Untersucht unter Einbeziehung ihrer Rezensionen. Vandenhoeck & Ruprecht, 2016, ISBN 978-3-647-53694-1, S. 224
12. ↑  Frederic William Bush, David Allan Hubbard, William Sanford LaSor, Old Testament Survey: The Message, Form, and Background of the Old Testament, 2. Auflage, Grand Rapids 1996, S. 612.
13. ↑  Jason Evert: In Which Passages Does Jesus Quote the Septuagint, and Where Does the New Testament Allude to the Septuagint?, Catholic Answers.
14. ↑  Fernandez Marcos, Introduction, S. 204–222; Siegfried Kreuzer, Entstehung und Überlieferung, S. 66–68.
15. ↑  Fernandez Marcos, Introduction, S. 223–257.
16. ↑  Siegfried Kreuzer, Entstehung und Überlieferung, S. 66–75.
17. ↑  Raimund Wirth: Die Septuaginta der Samuelbücher, Vandenhoeck & Ruprecht, Göttingen 2016
18. ↑  Adrian Schenker: Älteste Textgeschichte der Königebücher, Academic Press, Fribourg / Vandenhoeck & Ruprecht, Göttingen 2004
19. ↑  Hermann-Josef Stipp: Das masoretische und alexandrinische Sondergut des Jeremiabuches, Academic Press, Fribourg / Vandenhoeck & Ruprecht, Göttingen 1994.
20. ↑  Heinz-Josef Fabry: Der Text und seine Geschichte, in: Erich Zenger u. a.: Einleitung in das Alte Testament, 6. Auflage 2006, S. 55